# Anthracophagella advena
Anthracophagella advena är en tvåvingeart som först beskrevs av Malloch 1938.  Anthracophagella advena ingår i släktet Anthracophagella och familjen fritflugor. Inga underarter finns listade i Catalogue of Life.